# Délégation de Camerino

La délégation apostolique de Camerino fut une subdivision administrative de l’État pontifical, instituée en 1816 par le pape Pie VII dans le territoire des Marches qui, dans sa conformation définitive de 1831, confinait au nord et à l’est avec la délégation de Macerata, à l’ouest avec la délégation de Pérouse, au sud avec les délégations de Spolète et Ascoli.
C’était une délégation de 3e classe qui, à la suite de la réforme administrative de Pie IX du 22 novembre 1850, a été fusionnée dans la légation des Marches (II Légation). Après l'Unité de l'Italie et à la suite de l’arrêté Minghetti du 22 décembre 1860, elle fut transformée en  district de Camerino dans la province de Macerata, acquérant également le territoire de Visso.

## Source de traduction
- (it) Cet article est partiellement ou en totalité issu de l’article de Wikipédia en italien intitulé « Delegazione apostolica di Camerino » (voir la liste des auteurs) le 13/07/2012.